# San Martín y el mendigo (Capilla de San José)

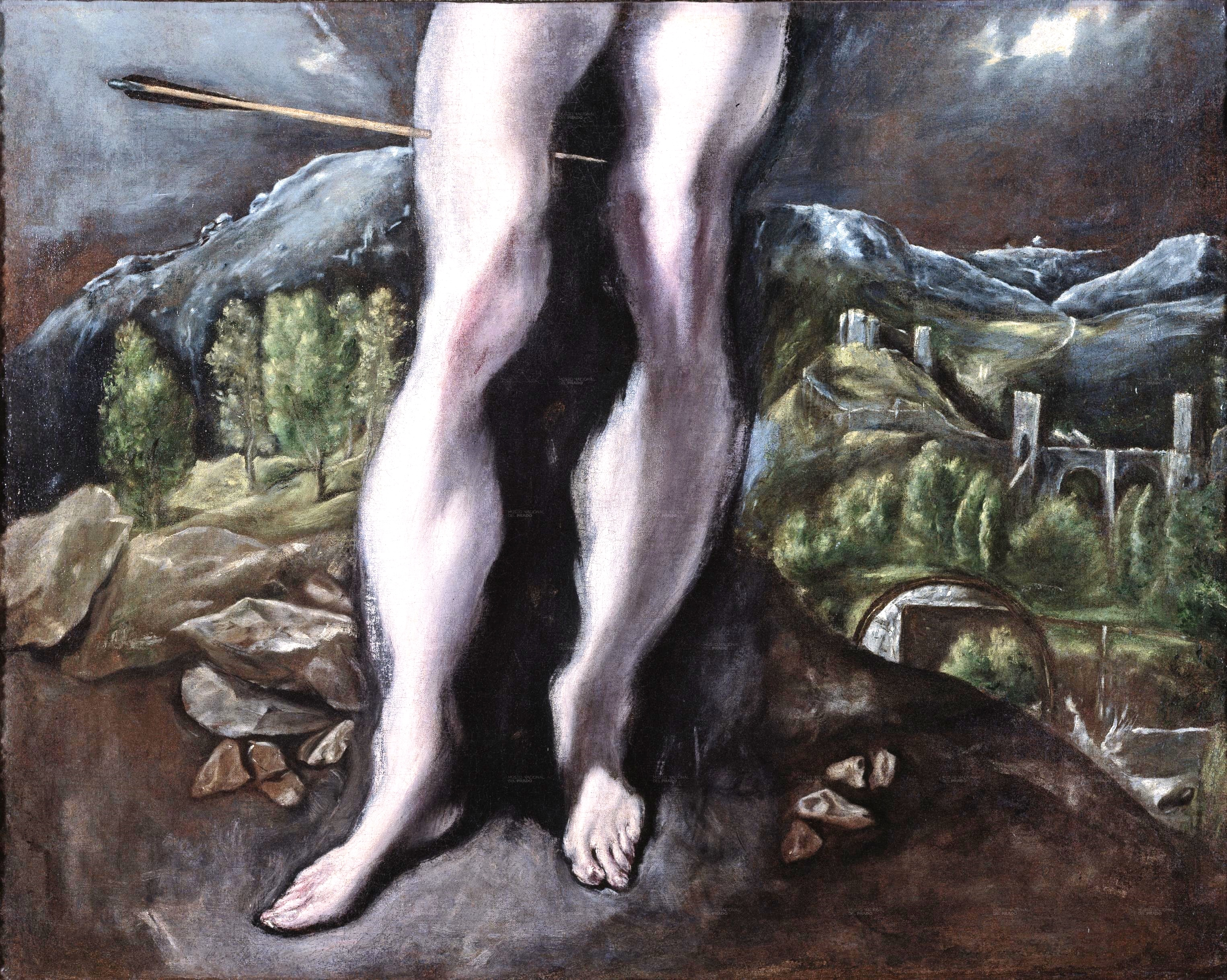
Parte inferior de San Sebastián (El Greco, Museo del Prado)

San Martín y el mendigo o  San Martín partiendo la capa es una obra del Greco, realizada entre 1597 y 1599. Formaba parte del conjunto de Retablos de la Capilla de San José. Este lienzo fue vendido y substituido por una copia, mientras que el original se exhibe actualmente en la Galería Nacional de Arte de Washington.

## Introducción
El 9 de noviembre de 1597, el Greco firmó un contrato con Martín Ramírez de Zayas (1561-1625), para realizar un retablo central y dos laterales para la Capilla de San José, en Toledo. Esta capilla, consagrada el año 1594, había sido levantada gracias a los fondos de otro Martín Ramírez (1499-1568), antepasado del mencionado cliente del Greco.
El pintor se comprometía a realizar la arquitectura y la pintura de los retablos. En el contrato no se mencionaba el tema de los lienzos de los retablos laterales, que fueron finalmente ocupados, uno por La Virgen, el Niño y las santas Inés y Martina, y el otro por el presente lienzo. Esta obra hace referencia al santo patrón de los dos Martín que intervinieron en la construcción de la capilla y de sus retablos y —especialmente— para ensalzar al promotor de las obras, señalando su dedicación a la beneficencia. Por ello, el Greco muestra a san Martín de Tours compartiendo su capa con un mendigo.

## Análisis de la obra
- Galería Nacional de Arte de Washington, Accession number: 1937.1.84;[6]
- Pintura al óleo sobre lienzo;
- Dimensiones: 193 x 103 cm, según Wethey (193,5 x 103 cm, según la NGA);
- Datación: 1597-1599;
- Firmado con letras griegas en cursiva, en la parte inferior derecha: δομήνικος θεοτοκóπουλος ε'ποíει;[2]
- Consta con el n º. 18 en el catálogo razonado de Harold Wethey, especializado en el Greco.

En este lienzo todo es tranquilo y sereno, con un colorido alegre, basado en una armonía de verdes, azules, grises y blancos plateados, dando a la escena un aire cercano a un cuento de hadas. San Martín aparece montado en un hermoso corcel blanco. Va vestido a la manera del siglo XVI, con una media armadura damasquinada en oro, lechuguilla alrededor del cuello, gregüescos y una suntuosa capa verde. Su rostro es casi el de un adolescente y, al cortar su capa, no mira al mendigo, sino que parece absorto en el sentido profundo de su acción.
El mendigo es delgado, lleva un vendaje en su pierna derecha, y está descalzo y desnudo, solamente cubierto por una parte de la capa. Existían precedentes —flamencos, españoles e italianos— de personajes montando un caballo, avanzando oblicuamente Se ha comentado que esta figura pudo haber servido de modelo para el Retrato ecuestre del duque de Lerma, de Rubens.
Según Wethey, este lienzo es una de las mejores realizaciones del Greco, y mucho mejor que cualquiera de las cinco réplicas conservadas. El pintor representa las figuras de san Martín, el mendigo y el caballo, perfilados ante un espléndido celaje azul. Al fondo, aparece una silueta muy transformada de la ciudad de Toledo, destacando especialmente el puente de Alcántara y el castillo de San Servando. Este paisaje brilla con destellos de luz sobre el verde profundo de la vegetación.En la parte inferior derecha se distinguen la isla de Antolínez y una de las norias que había en este lado de la vega del Tajo, donde eran frecuentes los batanes, debido a una importante actividad textil. Cabe señalar que es el mismo encuadre en que el Greco coloca la parte inferior del San Sebastián (El Greco, Museo del Prado), repitiendo varios elementos.

## Procedencia
- Este lienzo se completó en 1599 y permaneció dentro de la capilla hasta 1906;
- En 1906 fue vendido por los encargados de la capilla a Boussod Valadon, París;
- En 1907 fue vendido al coleccionista americano Peter Widener;
- De allí, pasó a formar parte de la colección permanente de la National Gallery of Art de Washington D. C..[11]